# 西關大少
《西關大少》（英語：Point of No Return）是香港電視廣播有限公司製作的民初劇集，以1920年代的廣州西關為背景，於2003年11月3日至12月12日20:00-21:00期間首播，共30集，由劉松仁、趙雅芝、張智霖及佘詩曼領銜主演，監製李添勝。此劇曾在2008年3月31日至5月14日11:45-12:45期間於翡翠台重播，2013年10月31日至12月11日11:45-12:40期間再次於翡翠台重播。此劇為36周年台慶劇。

## 故事大綱
故事發生於1920年代，廣運船行在廣州創業五十年，傳至第三代，由周茂長子周明軒掌管。在明軒用心經營下，船行業務蒸蒸日上。然而樹大招風，周家船行惹來不少外人垂涎。周家各房人往往為一己利益，明爭暗鬥，爾虞我詐，明軒可謂腹背受敵。周天賜是明軒的獨子，驕縱而喜歡搗蛋，與夜香妹何雙喜成為歡喜冤家。明軒與玉卿真心相愛，但玉卿出身低微，一直不求名份地照顧明軒與船行的生意。自從請到玉卿的大哥伍晚成幫船行工作，明軒漸漸放下重擔，與玉卿享受生活，同時養病。然而伍晚成早就看中船行這塊肥田，連同外人侵吞船行，導致船行面臨倒閉危機。

## 演員表

### 周家
| 演員   | 角色     | 暱稱／關係 |
| 周 驄  | 周 茂    | 林霞之夫 周明軒、周明鳳之父 周昌之兄 周明輝之大伯 周天賜、周天恩之祖父 |
| 羅 蘭  | 林 霞    | 周茂之妻 周明軒、周明鳳之母 周明輝之大伯娘 林東之姊 周天賜、周天恩之祖母 何北、何梁娣之親家 |
| 郭 峰  | 周 昌    | 廣運行股東 周茂之弟 周明軒、周明輝、周明鳳之三叔 周天賜、周天恩之三叔公 與林東、李德蓉勾結 于第29集因广运行倒闭而离开周家 |
| 劉 江  | 林 東    | 廣運行股東 林霞之弟 周明軒、周明鳳之舅父 周天賜、周天恩之舅公 與周昌、李德蓉勾結 于第29集因广运行倒闭后跟随林王丽芳离开周家 |
| 劉桂芳 | 林王麗芳 | 林東之妻 周明軒、周明鳳之舅母 周天賜、周天恩之舅婆 于第29集因广运行倒闭后跟随林东离开周家 |
| 劉松仁 | 周明軒   | 廣運行現任老闆 周茂、林霞之長子 李德蓉、伍玉卿之夫 周天賜、周天恩之父 周明鳳之兄 周明輝之堂兄 李德森、伍晚成之妹夫 周昌之姪兒 林東、林王麗芳之外甥 何雙喜之老爺 何北、何梁娣之親家老爺 於第15集被驗出患上末期肝癌 於第17集娶伍玉卿為妻，後去世 |
| 呂 珊  | 李德蓉   | 周明軒之妻 周茂、林霞之媳婦 周天賜之母 周天恩之繼母 李家老太爺之女 李德森之妹 江碧蓮之姑仔 何雙喜之奶奶 何北、何梁娣之親家奶奶 與周昌、林東勾結 針對伍玉卿、何雙喜，後和好                                                                     |
| 趙雅芝 | 伍玉卿   | 伍姑娘、卿姐 周家的洗腳婢出身，廣運行高級祕書，後在周明軒安排下成為廣運行大股東及總經理 周天恩之母 周天賜之繼母 伍晚成之妹 被李德蓉針對，後和好 於第17集為周明軒之平妻                                                                         |
| 魯振順 | 周明輝   | 廣運行股東及職員 周茂、林霞、周昌之姪 周明軒之堂弟 周明鳳之堂兄 周天賜、周天恩之堂叔 |
| 劉曉彤 | 周明鳳   | 廣運行職員 周茂、林霞之女 周明軒之妹 周明輝之堂妹 周天賜、周天恩<之姑姐 周昌之姪兒 林東、林王麗芳之外甥女 |
| 張智霖 | 周天賜   | 賜官、天賜 廣運行太子爺，敗家子 周明軒、李德蓉之子 伍玉卿之繼子 周天恩同父異母之兄 周茂、林霞之長孫 周明鳳之姪 何雙喜之冤家，後為其男友，於第22集分手，於第30集在其前夫曾国邦去世后并復合 于第30集尾交代会跟何双喜结婚                         |
| 佘詩曼 | 何雙喜   | 夜香妹、雙喜 周天賜之冤家，後為其女友，於第22集分手，於第30集在前夫曾国邦去世后并復合 周茂、林霞之孫媳婦 周明軒、李德蓉之媳婦 周天恩之兄嫂 周明鳳之姪媳 周明輝之堂姪媳 周昌之姪孫媳 于第30集尾交代会跟周天赐结婚                               |
| 陳景昆 | 周天恩   | 周明軒、伍玉卿之子 周茂、林霞之幼孫 李德蓉之繼子 周天賜同父異母之弟 |

### 周家下人
| 演員   | 角色  | 暱稱／關係                                                                     |
| 廖麗麗 | 旺 嫂 | 周家家僕                                                                       |
| 林影紅 | 阿 金 | 周家家僕                                                                       |
| 沈可欣 | 阿 琴 | 周家家僕                                                                       |
| 夏竹欣 | 阿 銀 | 周家家僕                                                                       |
| 凌禮文 | 全 叔 | 周家管家                                                                       |
| 戴少民 | 阿 吉 | 周家家僕                                                                       |
| 鄭世豪 | 阿 青 | 周天賜之近身家僕                                                               |
| 鄧汝超 | 阿 錦 | 司機                                                                           |
| 邵卓堯 | 阿 堅 | 周家家僕                                                                       |
| 陳狄克 | 祥 叔 | 祥嫂之夫 周家家僕                                                              |
| 陳安瑩 | 祥 嫂 | 祥叔之妻 周家家僕                                                              |
| 黃美棋 | 小 菊 | 前周家婢女 於第1集被李德森殺害未遂 於第2集被周明軒收為契女，后離開周家返回鄉下 |

### 「廣運行」船行
于第29集因伍晚成花天酒地而见死不救间接令广运行倒闭，于同集重建船行并令名为「新廣運行」
| 演員   | 角色         | 暱稱／關係 |
| 劉松仁 | 周明軒       | 廣運行現任老闆 參見周家 |
| 趙雅芝 | 伍玉卿       | 卿姐、伍姑娘 廣運行高級秘書，後成為廣運行大股東及總經理 參見周家 |
| 魯振順 | 周明輝       | 新廣運行職員 廣運行股東及職員 參見周家 |
| 劉曉彤 | 周明鳳       | 新廣運行職員 廣運行職員 參見周家 |
| 郭 峰  | 周 昌        | 廣運行股東 參見周家 |
| 劉 江  | 林 東        | 廣運行股東 參見周家 |
| 陳鴻烈 | 伍晚成       | 廣運行副總經理兼股東 伍玉卿之兄 周明軒之大舅 |
| 鄭嘉穎 | 陳繼棠       | 為初級會計師／廣運行會計部襄理 何雙喜之初戀情人，後分手 假意追求周明鳳 於第27集捲款而逃 |
| 韓君婷 | 羅碧琪       | 著名電影女明星，後為廣運行職員 周天賜、朱謙、丁守義之舊同學 暗戀周天賜 曾在花旗國讀書 於第28集為救周天賜而車禍雙腳殘障 於第30集被何雙喜鼓勵下能夠步行 于第30集安慰及鼓励周天赐跟何双喜告白 |
| 王偉樑 | 唐展鵬       | 新廣運行職員 廣運行祕書兼周明軒之私人助手 |
| 游 颷  | 阿 強        | 廣運行職員 |
| 黎秀英 | 張 嬸        | 廣運行女工 |
| 張漢斌 | 馬培德       | 廣運行職員 |
| 黃澤鋒 | 趙振光       | 廣運行職員 |
| 彭冠中 | 陳 亮        | 廣運行職員 |
| 梁輝宗 | 曹建昌       | 廣運行職員 |
| 梁健平 | 張大友       | 廣運行職員 |
| 趙敏通 | 職 員        | 廣運行職員 |
| 黎銘諾 | 職 員        | 廣運行職員 |
| 李啟傑 | 職 員 王主任 | 廣運行職員 |
| [ 16 ] | 根 叔        | 廣運行倉務部員工 |
| 蔡國慶 | 勤 叔        | 廣運行倉務部員工 |
| 陳榮峻 | 阿 水        | 廣運行倉務部員工 |
| 魏惠文 | 陳日明       | 廣運行倉務部員工 |

### 李家
| 演員   | 角色   | 暱稱／關係                                                                                      |
| 陳錫江 |        | 李德森、李德蓉之父 壽仔之祖父                                                                   |
| 王 青  | 李德森 | 銀號老闆 李家老太爺之子 江碧蓮之夫 李德蓉之兄 周明軒之大舅 壽仔之父 於第1集因喪子而意圖殺害小菊 |
| 蘇恩磁 | 江碧蓮 | 李德森之妻 李德蓉之大嫂 壽仔之母                                                                |
| 吕 珊  | 李德蓉 | 李德森之妹 参见周家                                                                             |
| 馬俊榮 | 壽 仔  | 李家老太爺之孫 李德森、江碧蓮之獨子 於第1集遇溺身亡                                             |
| 何仲源 | 保     | 李德森手下                                                                                      |
| 馬國明 | 勝     | 李德森手下                                                                                      |

### 何家
| 演員   | 角色   | 暱稱／關係 |
| 蕭 亮  | 何 北  | 廣州市倒夜香工人 何雙喜之父 何梁娣之夫 梁和之姊夫 周天賜、曾國邦之岳父 周茂、林霞之親家 周明軒、李德蓉之親家老爺                                                                       |
| 盧宛茵 | 何梁娣 | 廣州市倒夜香工人 何北之妻 何雙喜之母 梁和之姊 周天賜、曾國邦之岳母 周茂、林霞之親家 周明軒、李德蓉之親家奶奶                                                                           |
| 韋家雄 | 梁 和  | 大泡和 廣州市倒夜香工人 何雙喜之舅父 何北之舅仔 何梁娣之弟 |
| 佘詩曼 | 何雙喜 | 夜香妹 護士兼廣州市倒夜香工人 何北、何梁娣之獨女 梁和之外甥女 曾国邦之女友，于第28集为其妻，于第30集为其遗孀 与周天賜相戀，於第22集分手，於第30集在曾国邦去世后復合并成為其妻 參見周家 |

### 曾家
| 演員   | 角色   | 暱稱／關係 |
| 洋     |        | 曾國邦之父 「建邦行」老闆兼工程師 |
| 韓馬利 |        | 曾國邦之母 |
| 陳鍵鋒 | 曾國邦 | 國邦、阿邦 醫生 何雙喜之男友，後為丈夫 婚後在非洲因鼠疫传染而去世 临终前要何雙喜能找到给到她幸福的人 於第30集追頒為國際醫學會的最傑出醫生獎 |

### 廣州商會學校
| 演員       | 角色     | 暱稱／關係                                               |
| Joe Junior | 馬田校長 | 廣州商會學校校長                                         |
| 鄧一君     | 朱 謙    | 混世魔王 羅碧琪、何雙喜、丁守義之同學 周天賜之好友兼同學 |
| 關德輝     | 丁守義   | 混世魔王 羅碧琪、何雙喜、朱謙之同學 周天賜之好友兼同學   |
| 余慕蓮     | 老 師    | 廣州商會學校之老師                                       |
| 伍慧珊     | 江嘉麗   | 廣州商會學校之學生                                       |
| 鍾建文     | 學 生    | 廣州商會學校之學生                                       |
| 賀文傑     | 學 生    | 廣州商會學校之學生                                       |
| 羅天池     | 學 生    | 廣州商會學校之學生                                       |
| 梁珈詠     | 學 生    | 廣州商會學校之學生                                       |
| 陳丹丹     | 學 生    | 廣州商會學校之學生                                       |
| 雷 恩      | 學 生    | 廣州商會學校之學生                                       |
| 陳少邦     | 學 生    | 廣州商會學校之學生                                       |
| 葉 暐      | 學 生    | 廣州商會學校之學生                                       |
| 卓 躒      | 學 生    | 廣州商會學校之學生                                       |
| 河國榮     | 鍾Sir    | 新班主任                                                 |

### 其他演員
| 演員   | 角色                | 暱稱／關係                               |
| 王俊棠 | 財政廳廳長          |                                          |
| 郭卓樺 | 舞蹈老師 搭訕男食客 | 第5集（演員在現實中亦為舞蹈教師） 第13集 |
| 鍾志光 | 律師                |                                          |

## 製作
此劇由當時已產量不多的資深監製李添勝負責。關於此劇籌備的報道可追溯至2003年2月，當時主要演員趙雅芝曾指無綫電視在數月前就此劇與她接觸（其他詳細說法見選角章節）。劇組定於2月底至3月開始拍攝，3月28日舉行開鏡拜神儀式，6月初煞科。拍攝階段正值嚴重急性呼吸系統綜合症香港疫情的高峰期，劇組仍然堅持拍攝數十人大合唱等場面。
此劇的製作成本不高，多在將軍澳電視城拍攝，亦曾在西貢取景。

### 選角
李添勝邀得闊別香港電視圈十八年的趙雅芝再次接拍香港電視劇。趙雅芝飾演的伍玉卿一角個性硬朗，有別於她過往的柔弱形象。已到中年的趙雅芝與劉松仁年青時曾多次合作。當時有傳聞指兩人屬臨時拉夫以應對競爭對手的劇集策略，李添勝稱此劇構思多時，初期已選定兩人，並被定為台慶劇，但兩人均需赴台灣拍劇，期間花上不少時間與他們研究劇本、角色設定及協調檔期。
另一對主角——年青的張智霖與佘詩曼，自劇集《十月初五的月光》、電影《跑馬地的月光》及《月滿抱西環》後，在本劇第四次合演情侶。
曾國邦一角本由劉愷威飾演，但拍攝期間他在參加明星足球隊的比賽時意外受傷，導致小腿骨裂，改由陳鍵鋒代替，並需重拍。

## 播映與競爭
此劇作為2003年無綫電視的36週年台慶劇之一，於11月3日起逢星期一至五晚上8時在翡翠台播出。競爭對手亞洲電視亦於同日起逢星期一至五晚上7時半，在本港台播出同為劉松仁與趙雅芝主演的外購劇《嫁錯媽》。《嫁》劇於2001-02年攝製，2002年9月曾於中國內地不同電視頻道播出，該劇為香港電影金像獎最佳導演得主關錦鵬首套電視劇作品（監製），另一對主演為謝君豪與郭藹明。兩劇播出前被視為幕前幕後陣容相當。當時有指劉、趙、謝、郭四位主角均與無綫電視有合約關係，全部沒有出席亞洲電視舉辦的《嫁》劇宣傳活動。劉、趙則參與了《西》劇的宣傳活動，其中一個活動是播出前夕一眾演員乘坐中式帆船從九龍城碼頭出發至尖沙咀碼頭，以配合此劇的航運業題材，並在海運大廈舉行首映禮，期間劉松仁認為《西》將穩操勝券，故不建議兩劇同時段對撼。
兩劇播出約一個月後，《西》的收視錄得平均34點、最高40點的理想成績，而《嫁》則只有平均5點收視。
同一時期，同以西關大家族為題材的舞台劇《西關風情》（陳敢權執導，朱克編劇）亦正公演。

## 音樂
主題曲《相愛無夢》由主角張智霖主唱，該曲曾因此劇的成功而成為熱門歌曲。該曲作為新歌收錄於張智霖2003年12月發行的個人專輯《愛與夢新曲+精選》，有指該專輯亦是因此劇的成功而乘勢推出。
飾演李德蓉一角的呂珊本身是歌手，她在劇中曾演唱徐柳仙的粵曲代表作《再折長亭柳》。她在2024年的個人演唱會中再次演唱此曲。

## 與史實不符之處
劇中廣運行工人愛唱《南泥灣》一曲，廣運行五十週年慶典一幕亦由多位主角與數十名員工、賓客大合唱此歌。但此歌實為1943年創作的中國共產黨革命歌曲，與本劇介紹所指的1920年代背景不符。
劇中第一集周明軒所持的報紙為彩色印刷附帶圖片，並以左向右書寫，明顯與史實不符。

## 收視
以下為本劇於香港無綫電視翡翠台之收視紀錄：
| 週次 | 集數  | 平均收視 | 最高收視 | 來源   |
| 1    | 01-05 | 31點     |          |        |
| 2    | 06-10 | 34點     |          |        |
| 3    | 11-15 | 35點     |          |        |
| 4    | 16-20 | 35點     |          |        |
| 5    | 21-25 | 32點     |          | [ 41 ] |
| 6    | 26-30 | 34點     | 38點     | [ 42 ] |

此劇最高收視曾達40點。在無綫電視官方公佈的2003年度收視排名，此劇名列劇集收視的第五位，相比同為台慶劇、高成本製作的《衝上雲霄》高一位。

## 獎項及提名
| 頒獎年月  | 頒獎禮                                | 獎項                 | 名單                                       | 結果         | 來源   |
| --------- | ------------------------------------- | -------------------- | ------------------------------------------ | ------------ | ------ |
| 2004年3月 | 2004壹電視大獎（香港）                | 十大電視節目         | 《西關大少》                               | 第四位       | [ 43 ] |
| 2006年1月 | Astro华丽台电视剧大奖2005（馬來西亞） | 我的至愛戲勢最強大獎 | 《西關大少》                               | 入圍最後五強 | [ 44 ] |
| 2006年1月 | Astro华丽台电视剧大奖2005（馬來西亞） | 我的至愛男主角       | 周天賜（張智霖飾演）                       | 入圍最後五強 | [ 44 ] |
| 2006年1月 | Astro华丽台电视剧大奖2005（馬來西亞） | 我的至愛角色         | 周天賜（張智霖飾演）                       | 獲獎（之一） |        |
| 2006年1月 | Astro华丽台电视剧大奖2005（馬來西亞） | 我的至愛主題曲       | 張智霖《相愛無夢》                         | 獲獎         | [ 45 ] |
| 2006年1月 | Astro华丽台电视剧大奖2005（馬來西亞） | 我的至愛情侶檔       | 周天賜（張智霖飾演）、何雙喜（佘詩曼飾演） | 獲獎         | [ 45 ] |
| 2006年1月 | Astro华丽台电视剧大奖2005（馬來西亞） | 我的至愛爸氣十足     | 周明軒（劉松仁飾演）                       | 獲獎         |        |

## 評論
2003年中期翡翠台的收視陷入低潮期，其中表現不理想的作品包括劉松仁主演的《英雄·刀·少年》，是以此劇被公佈為11月的台慶劇後，其他主角較受期待。然而，此劇播出後傳媒多認為劉松仁演繹的周明軒是此劇的靈魂人物，吸引力高於其他主角，由於該角色在故事中段已去世，影響了後期收視及整體迴響。

## 爭議
此劇播出後被指抄襲外地影視作品，李添勝曾作回應：周天賜與何雙喜由鬥氣冤家變為情侶且存在身份差異的戀情，被指抄襲台灣偶像劇《流星花園》，李添勝解釋該類情節歷史悠久，不是由《流》開創；另外何雙喜不慎把嘔吐物吐在一名老伯頭上、把周天賜推落水中，這些情節被指與韓國電影《我的野蠻女友》非常相似，李添勝則表示自己沒有看過該片，承認疏忽。
廣播事務管理局發現此劇12月12日播出的一集，有六分鐘未有提供中文字幕，違反電視台牌照條款中關於提供字幕的規定，向無綫電視發出勸喻。

## 外部連結
- 無綫電視官方網頁 - 西關大少
- 無綫電視官方網頁(TVBI) - 西關大少 （页面存档备份，存于）
- 《西關大少》 encoreTVB （页面存档备份，存于）

## 電視節目的變遷
| 無線電視翡翠台 星期一至五 20:00-21:00 時段 | 無線電視翡翠台 星期一至五 20:00-21:00 時段   | 無線電視翡翠台 星期一至五 20:00-21:00 時段 |
| ------------------------------------------ | -------------------------------------------- | ------------------------------------------ |
|                                            | 西關大少 （2003.11.03 - 2003.12.12）         |                                            |
| 非常外父 （2003.10.06 - 2003.10.31）       | 鐵齒銅牙紀曉嵐II （2003.12.15 - 2004.02.06） |                                            |

| 翡翠台中午劇集時段 星期一至五 11:45-12:40       | 翡翠台中午劇集時段 星期一至五 11:45-12:40 | 翡翠台中午劇集時段 星期一至五 11:45-12:40 |
| ----------------------------------------------- | ----------------------------------------- | ----------------------------------------- |
|                                                 | 西關大少 （2008.03.31 - 2008.05.14）      |                                           |
| 人魚小姐（第1-6集） （2008.03.19 - 2008.03.28） | 衝上人間 （2008.05.15 - 2008.06.04）      |                                           |

| 翡翠台中午劇集時段 星期一至五 11:45-12:40 | 翡翠台中午劇集時段 星期一至五 11:45-12:40 | 翡翠台中午劇集時段 星期一至五 11:45-12:40 |
| ----------------------------------------- | ----------------------------------------- | ----------------------------------------- |
|                                           | 西關大少 （2013.10.31 - 2013.12.11）      |                                           |
| 陀槍師姐 （2013.10.02 - 2013.10.30）      | 聊齋（貳） （2013.12.12 - 2013.12.18）    |                                           |

| 香港、 马来西亚、 新加坡 TVB星河频道 好戏珍藏馆时段 · 星期一至五 20:30-21:30 | 香港、 马来西亚、 新加坡 TVB星河频道 好戏珍藏馆时段 · 星期一至五 20:30-21:30 | 香港、 马来西亚、 新加坡 TVB星河频道 好戏珍藏馆时段 · 星期一至五 20:30-21:30 |
| ---------------------------------------------------------------------------- | ---------------------------------------------------------------------------- | ---------------------------------------------------------------------------- |
|                                                                              | 西關大少 （2023年5月29日－2023年7月7日）                                     |                                                                              |
| 足秤老婆八両夫 （2023年5月1日 - 2023年5月26日）                              | 少年四大名捕 （2023年7月10日 - 2023年8月11日）                               |                                                                              |